# Liste des distinctions d'Adam Sandler
 (juin 2010).
Si vous disposez d'ouvrages ou d'articles de référence ou si vous connaissez des sites web de qualité traitant du thème abordé ici, merci de compléter l'article en donnant les références utiles à sa vérifiabilité et en les liant à la section « Notes et références ».
Cet article regroupe les récompenses et nominations d'Adam Sandler.

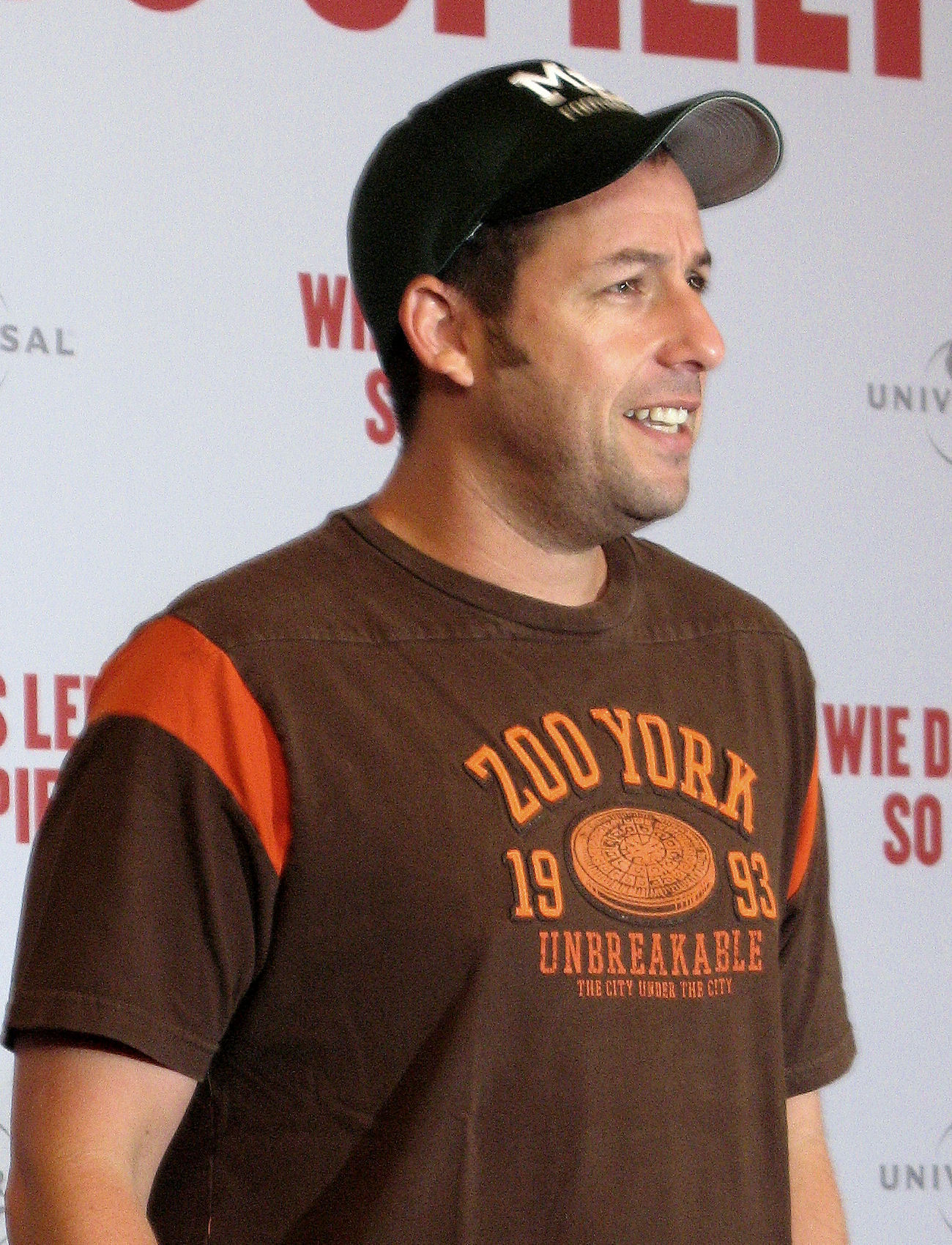
Adam Sandler, lors de la première de Funny People à Berlin, en août 2009.

## Distinctions[1],[2]
| American Comedy Awards | American Comedy Awards               | American Comedy Awards            | American Comedy Awards |
| Années                 | Film(s)                              | Categories                        | Résultat               |
| ---------------------- | ------------------------------------ | --------------------------------- | ---------------------- |
| 1999                   | Wedding Singer - Demain on se marie! | Acteur le plus drôle dans un film | Nommé                  |

| Blockbuster Entertainment Awards | Blockbuster Entertainment Awards     | Blockbuster Entertainment Awards | Blockbuster Entertainment Awards |
| Années                           | Film(s)                              | Categories                       | Résultat                         |
| -------------------------------- | ------------------------------------ | -------------------------------- | -------------------------------- |
| 2000                             | Big Daddy                            | Meilleur acteur dans une comédie | Récompensé                       |
| 1999                             | Waterboy                             | Meilleur acteur dans une comédie | Récompensé                       |
| 1999                             | Wedding Singer - Demain on se marie! | Meilleur acteur dans une comédie | Récompensé                       |

| Chlotrudis Awards | Chlotrudis Awards               | Chlotrudis Awards | Chlotrudis Awards |
| Années            | Film(s)                         | Categories        | Résultat          |
| ----------------- | ------------------------------- | ----------------- | ----------------- |
| 2003              | Punch-Drunk Love - Ivre d'Amour | Meilleur acteur   | Récompensé        |

| Emmy Awards | Emmy Awards         | Emmy Awards                                                            | Emmy Awards |
| Années      | Série(s)            | Categories                                                             | Résultat    |
| ----------- | ------------------- | ---------------------------------------------------------------------- | ----------- |
| 1993        | Saturday Night Live | Meilleure équipe de scénariste pour un programme musical ou de variété | Nommé       |
| 1992        | Saturday Night Live | Meilleure équipe de scénariste pour un programme musical ou de variété | Nommé       |
| 1991        | Saturday Night Live | Meilleure équipe de scénariste pour un programme musical ou de variété | Nommé       |

| Gijón International Film Festival | Gijón International Film Festival | Gijón International Film Festival | Gijón International Film Festival |
| Années                            | Film(s)                           | Categories                        | Résultat                          |
| --------------------------------- | --------------------------------- | --------------------------------- | --------------------------------- |
| 2002                              | Punch-Drunk Love - Ivre d'Amour   | Meilleur acteur                   | Récompensé                        |

| Golden Globe Awards | Golden Globe Awards             | Golden Globe Awards                                | Golden Globe Awards |
| Années              | Film(s)                         | Categories                                         | Résultat            |
| ------------------- | ------------------------------- | -------------------------------------------------- | ------------------- |
| 2003                | Punch-Drunk Love - Ivre d'Amour | Meilleur acteur dans un film musical ou de comédie | Récompensé          |

| Grammy Awards | Grammy Awards                   | Grammy Awards             | Grammy Awards |
| Années        | Album(s)                        | Categories                | Résultat      |
| ------------- | ------------------------------- | ------------------------- | ------------- |
| 2000          | Stan's and Judy's Kid           | Meilleur album de comédie | Nommé         |
| 1997          | What the Hell Happened to Me?   | Meilleur album de comédie | Nommé         |
| 1995          | They're All Gonna Laugh at You! | Meilleur album de comédie | Nommé         |

| Kids' Choice Awards | Kids' Choice Awards                  | Kids' Choice Awards                     | Kids' Choice Awards |
| Années              | Film(s)                              | Categories                              | Résultat            |
| ------------------- | ------------------------------------ | --------------------------------------- | ------------------- |
| 2009                | Histoires enchantées                 | Meilleur acteur de cinéma               | Nommé               |
| 2007                | Click : télécommandez votre vie      | Meilleur star de cinéma masculine       | Récompensé          |
| 2005                | Amour et amnésie                     | Meilleur acteur de cinéma               | Récompensé          |
| 2004                | -                                    | Wannabe Award                           | Récompensé          |
| 2003                | Les aventures de Mister Deeds        | Meilleur acteur de cinéma               | Récompensé          |
| 2003                | Les 8 folles nuits d'Adam Sandler    | Meilleure voix dans un film d'animation | Récompensé          |
| 2000                | Big Daddy                            | Meilleur acteur de cinéma               | Récompensé          |
| 1999                | Waterboy                             | Meilleur acteur de cinéma               | Récompensé          |
| 1999                | Wedding Singer - Demain on se marie! | Meilleur acteur de cinéma               | Récompensé          |

| MTV Movie Awards | MTV Movie Awards                     | MTV Movie Awards                   | MTV Movie Awards |
| Années           | Film(s)                              | Categories                         | Résultat         |
| ---------------- | ------------------------------------ | ---------------------------------- | ---------------- |
| 2008             | Quand Chuck rencontre Larry          | Meilleure prestation comique       | Nommé            |
| 2008             | -                                    | MTV Generation Award               | Récompensé       |
| 2007             | Click : télécommandez votre vie      | Meilleure prestation comique       | Nommé            |
| 2006             | Mi-temps au mitard                   | Meilleure prestation comique       | Nommé            |
| 2004             | Amour et amnésie                     | Meilleur duo                       | Récompensé       |
| 2004             | Amour et amnésie                     | Meilleure interprétation masculine | Nommé            |
| 2003             | Les aventures de Mister Deeds        | Meilleure prestation comique       | Nommé            |
| 2003             | Punch-Drunk Love - Ivre d'Amour      | Meilleur baiser                    | Nommé            |
| 2000             | Big Daddy                            | Meilleure prestation comique       | Récompensé       |
| 2000             | Big Daddy                            | Meilleure interprétation masculine | Nommé            |
| 2000             | Big Daddy                            | Meilleur duo                       | Nommé            |
| 1999             | Waterboy                             | Meilleure prestation comique       | Récompensé       |
| 1999             | Waterboy                             | Meilleure interprétation masculine | Nommé            |
| 1998             | Wedding Singer - Demain on se marie! | Meilleur baiser                    | Récompensé       |
| 1998             | Wedding Singer - Demain on se marie! | Meilleure prestation comique       | Nommé            |
| 1998             | Wedding Singer - Demain on se marie! | Meilleur duo                       | Nommé            |
| 1996             | Happy Gilmore                        | Meilleur scène de combat           | Récompensé       |
| 1996             | Happy Gilmore                        | Meilleure prestation comique       | Nommé            |
| 1995             | Billy Madison                        | Meilleure prestation comique       | Nommé            |

| People's Choice Awards | People's Choice Awards | People's Choice Awards          | People's Choice Awards |
| Années                 | Film(s)                | Categories                      | Résultat               |
| ---------------------- | ---------------------- | ------------------------------- | ---------------------- |
| 2010                   | -                      | Meilleur acteur de comédie      | Nommé                  |
| 2009                   | -                      | Meilleur star la plus drôle     | Récompensé             |
| 2008                   | -                      | Meilleur star la plus drôle     | Nommé                  |
| 2007                   | -                      | Meilleur star la plus drôle     | Nommé                  |
| 2006                   | -                      | Meilleur star la plus drôle     | Récompensé             |
| 2006                   | -                      | Meilleur acteur principal       | Nommé                  |
| 2006                   | Mi-temps au mitard     | Meilleur duo dans un film       | Nommé                  |
| 2005                   | Amour et amnésie       | Meilleure alchimie à l'écran    | Récompensé             |
| 2000                   | -                      | Meilleur star comique au cinéma | Récompensé             |

| Razzie Awards | Razzie Awards                     | Razzie Awards         | Razzie Awards |
| Années        | Film(s)                           | Categories            | Résultat      |
| ------------- | --------------------------------- | --------------------- | ------------- |
| 2012          | Jack et Julie                     | Pire couple a l'écran | Récompensé    |
| 2012          | Jack et Julie                     | Pire scénario         | Récompensé    |
| 2012          | Jack et Julie                     | Pire actrice          | Récompensé    |
| 2012          | Jack et Julie                     | Pire acteur           | Récompensé    |
| 2008          | Quand Chuck rencontre Larry       | Pire acteur           | Nommé         |
| 2008          | Quand Chuck rencontre Larry       | Pire couple à l'écran | Nommé         |
| 2003          | Les 8 folles nuits d'Adam Sandler | Pire acteur           | Nommé         |
| 2003          | Les aventures de Mister Deeds     | Pire acteur           | Nommé         |
| 2001          | Little Nicky                      | Pire acteur           | Nommé         |
| 2001          | Little Nicky                      | Pire scénario         | Nommé         |
| 2000          | Big Daddy                         | Pire acteur           | Récompensé    |
| 2000          | Big Daddy                         | Pire scénario         | Nommé         |
| 1999          | Waterboy                          | Pire acteur           | Nommé         |
| 1997          | À l'épreuve des balles            | Pire acteur           | Nommé         |
| 1997          | Happy Gilmore                     | Pire acteur           | Nommé         |

| Satellite Awards | Satellite Awards                | Satellite Awards                                                        | Satellite Awards |
| Années           | Film(s)                         | Categories                                                              | Résultat         |
| ---------------- | ------------------------------- | ----------------------------------------------------------------------- | ---------------- |
| 2003             | Punch-Drunk Love - Ivre d'Amour | Meilleure interprétation d'un acteur dans un film musical ou de comédie | Nommé            |

| ShoWest Convention | ShoWest Convention | ShoWest Convention        | ShoWest Convention |
| Années             | Film(s)            | Categories                | Résultat           |
| ------------------ | ------------------ | ------------------------- | ------------------ |
| 2003               | -                  | Star masculine de l'année | Récompensé         |
| 1999               | -                  | Star comique de l'année   | Récompensé         |

| TV Land Awards | TV Land Awards   | TV Land Awards                     | TV Land Awards |
| Années         | Film(s)/Série(s) | Categories                         | Résultat       |
| -------------- | ---------------- | ---------------------------------- | -------------- |
| 2006           | -                | Acteur sur petit écran/grand écran | Nommé          |

| Teen Choice Awards | Teen Choice Awards              | Teen Choice Awards                      | Teen Choice Awards |
| Années             | Film(s)                         | Categories                              | Résultat           |
| ------------------ | ------------------------------- | --------------------------------------- | ------------------ |
| 2009               | Funny People                    | Meilleur acteur dans un film d'été      | Nommé              |
| 2008               | -                               | Meilleur comédien                       | Récompensé         |
| 2007               | À Cœur ouvert                   | Meilleur acteur dans un film dramatique | Nommé              |
| 2006               | -                               | Meilleur acteur comique                 | Récompensé         |
| 2006               | Click : télécommandez votre vie | Meilleur acteur de comédie              | Nommé              |
| 2006               | Click : télécommandez votre vie | Meilleure alchimie                      | Nommé              |
| 2006               | Click : télécommandez votre vie | Personnalité la plus agaçante           | Nommé              |
| 2005               | -                               | Meilleur acteur comique                 | Récompensé         |
| 2005               | Mi-temps au mitard              | Meilleur acteur de comédie              | Nommé              |
| 2005               | Mi-temps au mitard              | Movie Blush Scene                       | Nommé              |
| 2005               | Mi-temps au mitard              | Meilleur alchimie                       | Nommé              |
| 2004               | -                               | Meilleur comédien                       | Récompensé         |
| 2004               | Amour et amnésie                | Meilleur acteur dans une comédie        | Récompensé         |
| 2004               | Amour et amnésie                | Meilleure alchimie                      | Nommé              |
| 2004               | Amour et amnésie                | Meilleur baiser                         | Nommé              |
| 2003               | Self Control                    | Personnalité la plus agaçante           | Récompensé         |
| 2003               | -                               | Meilleur acteur comique                 | Nommé              |
| 2003               | Self Control                    | Meilleur acteur de comédie              | Nommé              |
| 2002               | -                               | Meilleur acteur comique                 | Récompensé         |
| 2002               | Les aventures de Mister Deeds   | Meilleur acteur dans une comédie        | Nommé              |
| 2001               | -                               | Meilleur acteur comique                 | Récompensé         |
| 1999               | -                               | Meilleur acteur de film                 | Nommé              |